# Jean de la Chambre
Jean de la Chambre (1605 –  15. března 1668) byl nizozemský rytec a učitel, který působil v době nizozemského zlatého věku.

## Životopis
Jeho rodiče byli původem z francouzského města Cambrai a cestovali přes Antverpy na sever. Nakonec se usadili v Haarlemu, kde se i Jean narodil. Stejně jako jeho současník Nicolaes Boddingius byl zřejmě žákem: Petera Heynse, Jana van de Velde staršího nebo Jacoba van der Schuere. Chambre byl známý po své specifické ozdobné rytiny a byl také otcem Jeana de la Chambre mladšího. 
Nizozemský portrétista Franse Hals nechal Jeana de la Chambre vyobrazit na obraze, který má ve své sbírce Národní galerie v Londýně.
Chambre zemřel roku 1668 v Haarlemu. Měl bratra Pierra de la Chambre, který působil jako učitel v obci Beverwijk. 

## Galerie

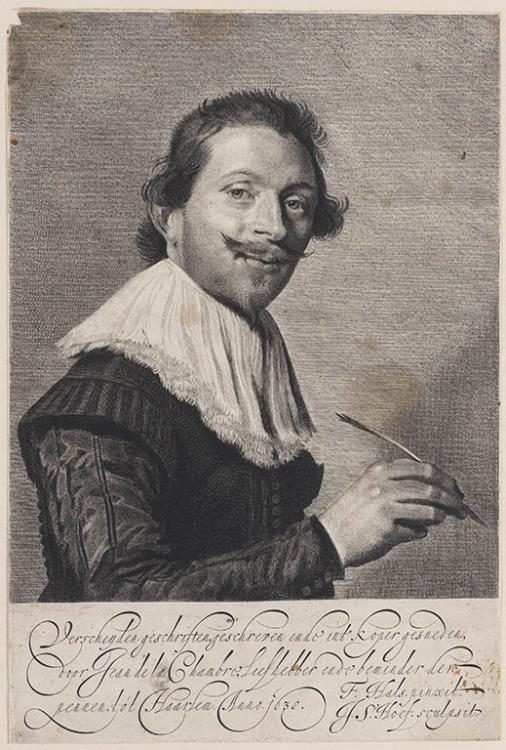
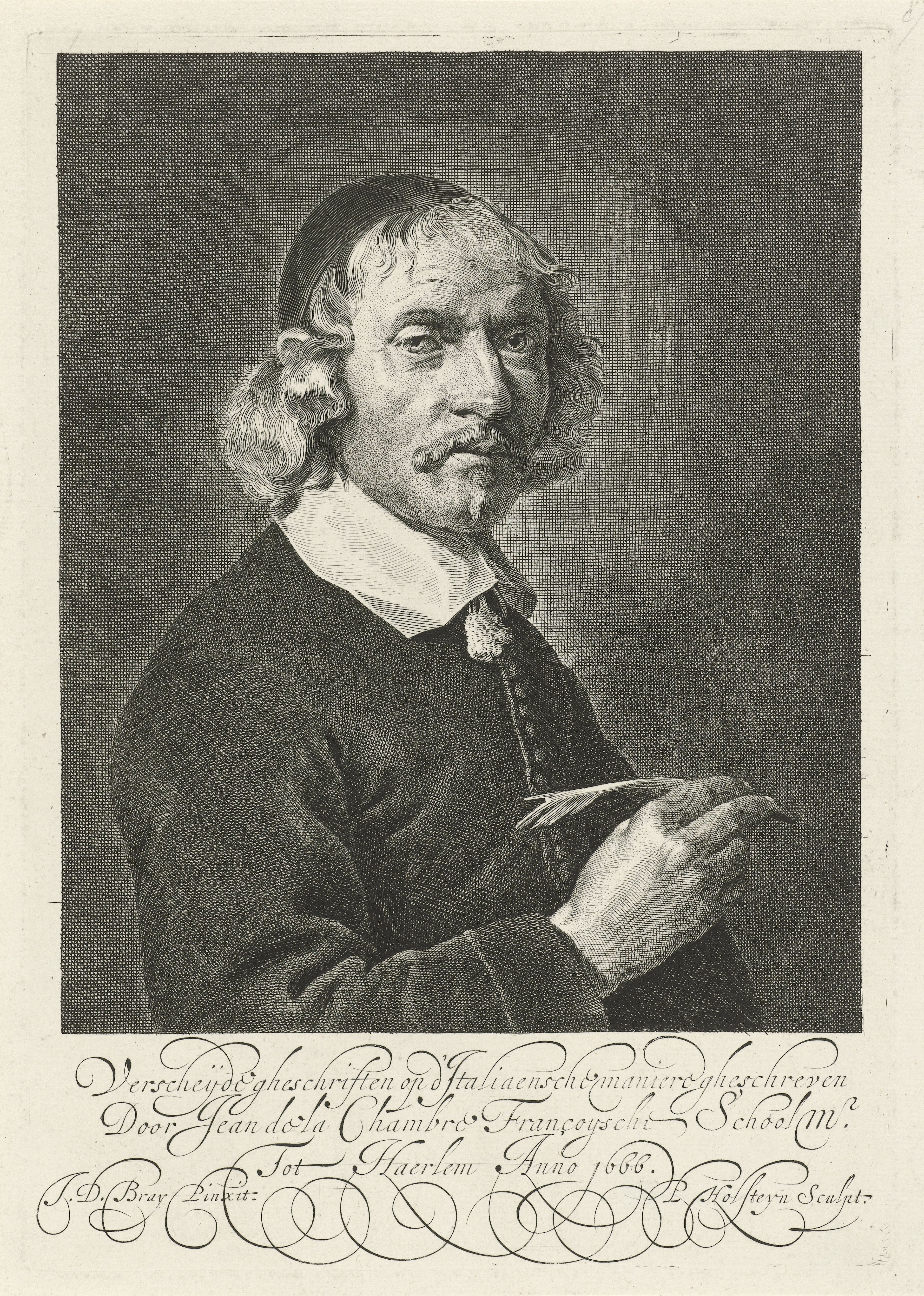
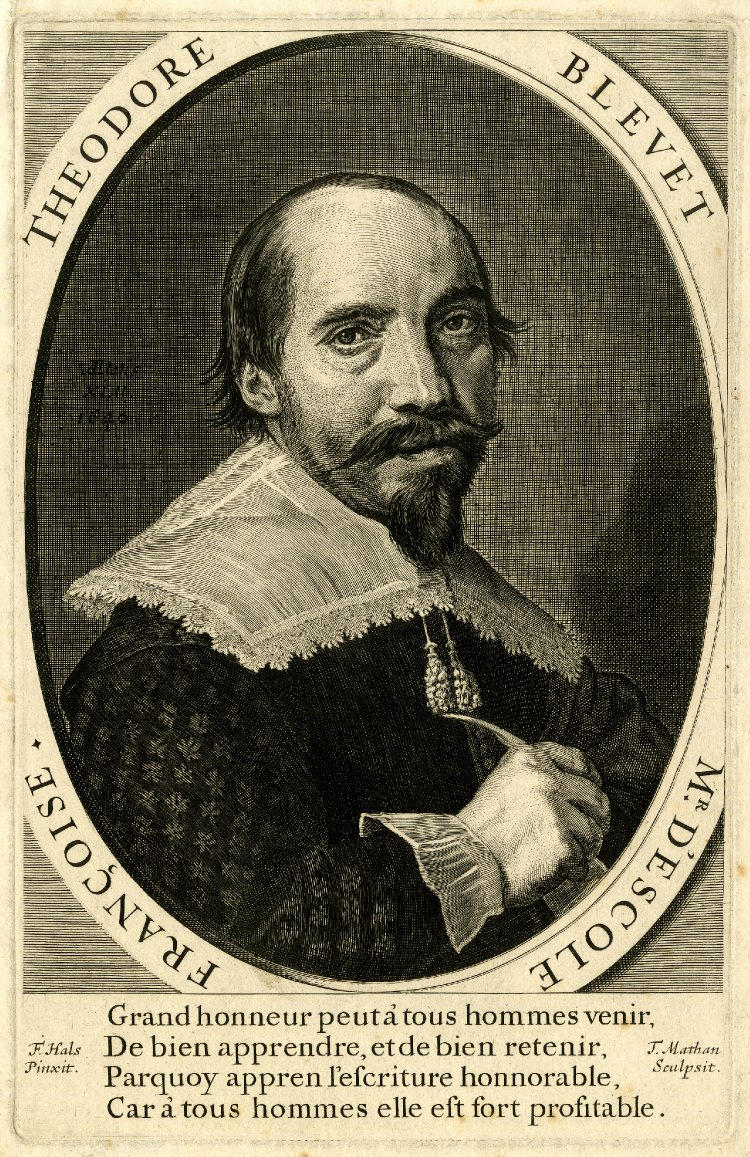